# Maria Thorsen
Maria Thorsen (født 29. januar 1943 i Jyllinge) er en dansk grafiker og maler.
Hun er uddannet på Kunstakademiet hos Palle Nielsen og har selv undervist. Hun debuterede på Charlottenborg i 1971 og har udstillet på Clausens Kunsthandel, Trapholt, Galleri Birkdam, sammenslutningen Zebra (som hun var med til at stifte) på Den frie, Holkahesten og Gudhjem Museum samt talrige separatudstillinger.
Hun har solgt til Statens Kunstfond, Ny Carlsbergfondet, Statens Museum for Kunst, Kobberstiksamlingen, DML etc. Hun er bl.a. tildelt Dronning Ingrids Romerske Legat 1975, billedhuggeren Gerhard Hennings Tegnelegat 1986, Brygger Carl Jacobsens Rejselegat 2005 og KulturBornholms Kunstnerpris 2013.
Maria Thorsen skildrede i en årrække dyr fra Zoologisk Have i sin grafik. Hun boede i Zoo's direktørbolig med sin mand forfatteren Bent Jørgensen. Hun flyttede med ham til Bornholm, hvor hendes motiver blev nature morter med roser og den stilsikre have i Østerlars. Maria Thorsen har illustreret prisbelønnede bøger som Edith Södergrans Samlede Digte (1979), Thoreaus Walden (1985) og Martin Andersen Nexøs 'Murene' 1986. Marie Thorsen forklarer i Bornholms Tidende i 2013, at hendes temperament mere ligger til de bundne lidenskabers intensitet frem for de store spektakulære udvendigheder.
Maria Thorsen var med i bestyrelsen af Galleri Kaffeslottets Venneforening til galleriet lukkede. 